# St-Marcel (Saint-Marcel-lès-Sauzet)

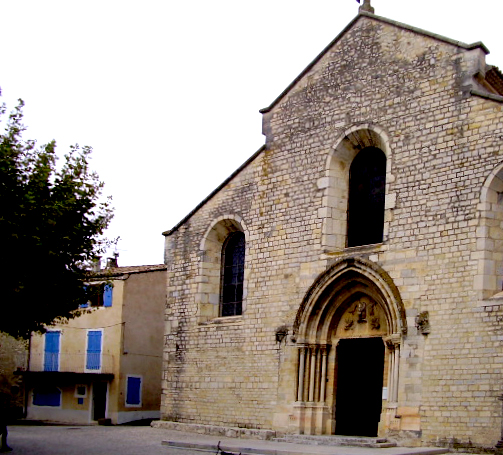
Kirche Saint-Marcel

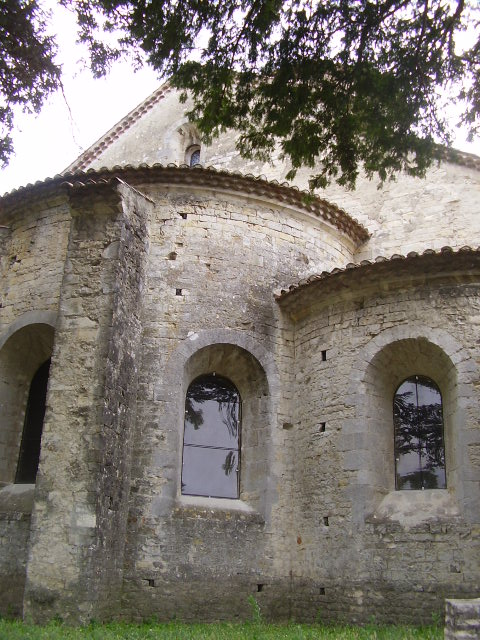
Apsis der Kirche

Die katholische Kirche Saint-Marcel in Saint-Marcel-lès-Sauzet, einer französischen Gemeinde im Département Drôme in der Region Auvergne-Rhône-Alpes, wurde in der zweiten Hälfte des 12. Jahrhunderts in spätromanisch-frühgotischen Stilformen errichtet. Die Kirche ist seit 1846 als Monument historique anerkannt.

## Architektur
Die Kirche gehörte zu einem während der Französischen Revolution aufgelösten Priorat der Abtei Cluny. Auf der Südseite ist noch ein Flügel des einstigen Kreuzgangs erhalten.
An das dreischiffige Langhaus schließt sich ein Querhaus an. Im Osten endet die Kirche mit einem Chor, der aus einer Mittelapsis und zwei flankierenden Apsiden besteht. Alle Bauteile mitsamt der Fassade verfügen über große Rundbogenfenster. Das Langhaus wird von Spitztonnen gedeckt, die auf eingestellten Säulen aufliegen. Die Säulen besitzen florale Kapitelle. Über der Vierung erhebt sich eine oktogonale Kuppel auf Trompen. Die drei Apsiden sind durch Bögen miteinander verbunden, sie werden von Kalotten gedeckt.